# Riemann-metriek
In de differentiaalmeetkunde vormen de riemann-metrieken de basis voor de bestudering van riemann-variëteiten in de riemann-meetkunde. Zulke variëteiten zijn voorzien van een riemann-metriek, een metriek gebaseerd op een inwendig product. Bewezen kan worden dat op elke differentieerbare variëteit een riemann-metriek bestaat.
De eerste introductie van het begrip werd in 1854 gegeven door de Duitse wiskundige Bernhard Riemann. Zijn artikel over dit onderwerp werd echter pas na zijn dood in 1868 gepubliceerd. Nog in hetzelfde jaar publiceerde Hermann von Helmholtz soortgelijke resultaten.

## Definitie
Een riemann-metriek is een functie {\displaystyle g} die aan elk punt {\displaystyle p} in een differentieerbare variëteit {\displaystyle M} van dimensie {\displaystyle n} een inwendig product van de raakruimte {\displaystyle T_{p}M} toevoegt, d.w.z. een positief definiete, symmetrische bilineaire vorm
{\displaystyle g_{p}:T_{p}M\times T_{p}M\to \mathbb {R} },
die differentieerbaar van {\displaystyle p} afhangt, wat inhoudt dat voor alle differentieerbare vectorvelden {\displaystyle X,\,Y} op {\displaystyle M}
{\displaystyle p\mapsto g_{p}(X(p),Y(p))}
een gladde functie {\displaystyle M\to \mathbb {R} } definieert
De functie {\displaystyle g} heet weliswaar een riemann-metriek, maar is geen metriek in de zin van een metrische ruimte, en wordt ook metrische tensor genoemd.